# 2365 Interkosmos
A 2365 Interkosmos (ideiglenes jelöléssel 1980 YQ) a Naprendszer kisbolygóövében található aszteroida. Zdenka Vávrová fedezte fel 1980. december 30-án.